# Götzens
Götzens è un comune austriaco di 3 951 abitanti nel distretto di Innsbruck-Land, in Tirolo.